# Бакалейная улица (Казань)
Бакалейная улица ― внутриквартальная улица в историческом районе Пороховая слобода, в Московском районе Казани. Начинаясь внутри квартала № 47, пересекает Окольную улицу и заканчивается пересечением с улицей Восстания. Ранее пересекалась с улицами Февральской, Совнаркомовской, 12 Декабря, 1-й Коммунальной, 2-й Коммунальной, Пестречинской и Омской.

## История
Возникла до революции, самое раннее известное строение на улице относится к 1905 году. Под нынешнем названием известна с 1920-х гг.
К концу 1930-х годов на улице находились домовладения № 1-41/90 (с пропусками) по нечётной стороне и № 2-92/40 по нечётной стороне (с пропусками). Примерно тогда же в конце улицы выстроены бараки посёлка им. Парижской Коммуны; к 1950-м годам часть этих бараков получила адресацию по улице.
В послевоенный период в отдалённой части улицы были возведены жилые здания для работников расположенной неподалёку фабрики киноплёнки № 8 (позже — химзавод имени Куйбышева, ПО «Тасма») и треста «Казаньхимстрой»; в 1970—1980-е годы в рамках застройки квартала № 51б были снесены дома, расположенные в начале улицы.
После вхождения Пороховой слободы в состав Казани улица вошла в состав слободы Восстания, административно относившейся к 6-й городской части. После введения в городе деления на административные районы входила в состав Заречного (до 1938), Кировского и Ленинского (1938—1973), Кировского и Московского (1973—1990) и Московского (с 1990) районов.

## Объекты
- № 41 — бывший детский сад № 335 «Чебурашка» ПО «Тасма». Ныне спальный корпус лицея-интерната № 2.[16][17]
- № 44, 46 — жилые дома треста «Казаньхимстрой».[2]
- № 44а к1 — детский сад № 105 «Каен» (бывший ведомственный ПО «Тасма»).[17]
- № 44а, 46а, 48, 48а, 50, 50а — жилые дома ПО «Тасма».[2][18]